# Lecidea variegatula
Lecidea variegatula är en lavart som beskrevs av Nyl. Lecidea variegatula ingår i släktet Lecidea och familjen Lecideaceae.   Inga underarter finns listade i Catalogue of Life.